# Floscopa
Floscopa é um género botânico pertencente à família Commelinaceae.
1. ↑  «Floscopa — World Flora Online». www.worldfloraonline.org. Consultado em 19 de agosto de 2020